# Temporada 1979-80 de los Utah Jazz
La temporada 1979-80 fue la sexta de los Jazz en la NBA, y la primera en su nueva ubicación en Salt Lake City, tras cinco temporadas en Nueva Orleans. La temporada regular acabó con 24 victorias y 58 derrotas, ocupando el undécimo puesto de la Conferencia Oeste, no logrando clasificarse para los playoffs.

## Elecciones en elDraft
| Ronda | Puesto | Jugador      | Posición  | Nacionalidad   | Universidad       |
| ----- | ------ | ------------ | --------- | -------------- | ----------------- |
| 1     | 20     | Larry Knight | Ala-Pívot | Estados Unidos | Loyola (IL)       |
| 2     | 23     | Tico Brown   | Base      | Estados Unidos | Georgia Tech      |
| 3     | 45     | Arvid Kramer | Pívot     | Estados Unidos | Augustana*        |
| 4     | 67     | Greg Deane   | Escolta   | Estados Unidos | Utah              |
| 10    | 185    | Paul Dawkins | Alero     | Estados Unidos | Northern Illinois |

## Temporada regular
| División Central    | División Central | División Central | División Central | División Central | División Central | División Central | División Central | División Central |
| Equipo              | G                | P                | %                | PD               | Casa             | Fuera            | Div              |                  |
| ------------------- | ---------------- | ---------------- | ---------------- | ---------------- | ---------------- | ---------------- | ---------------- | ---------------- |
| y-Milwaukee Bucks   | 49               | 33               | .598             | –                | 28–12            | 21–21            | 15–9             |                  |
| x-Kansas City Kings | 47               | 35               | .573             | 2                | 30–11            | 17–24            | 18–6             |                  |
| Chicago Bulls       | 30               | 52               | .366             | 19               | 21–20            | 9–32             | 8–16             |                  |
| Denver Nuggets      | 30               | 52               | .366             | 19               | 24–17            | 6–35             | 10–14            |                  |
| Utah Jazz           | 24               | 58               | .293             | 25               | 17–24            | 7–34             | 9–15             |                  |

## Estadísticas
| Rk | Jugador          | Edad | P  | PT | MP   | TC   | TCI  | %TC  | T3  | T3I | %T3   | TL  | TLI | %TL   | RO  | RD  | RT  | AS  | RB  | TAP | BP  | FP  | PTS  |
| -- | ---------------- | ---- | -- | -- | ---- | ---- | ---- | ---- | --- | --- | ----- | --- | --- | ----- | --- | --- | --- | --- | --- | --- | --- | --- | ---- |
| 1  | Adrian Dantley   | 24   | 68 |    | 39.3 | 10.7 | 18.6 | .576 | 0.0 | 0.0 | .000  | 6.5 | 7.7 | .842  | 2.7 | 4.9 | 7.6 | 2.8 | 1.4 | 0.2 | 3.4 | 3.1 | 28.0 |
| 2  | Terry Furlow     | 25   | 55 |    | 31.2 | 6.6  | 13.9 | .476 | 0.4 | 1.3 | .315  | 2.3 | 2.6 | .876  | 0.9 | 1.9 | 2.8 | 4.0 | 1.0 | 0.3 | 2.3 | 1.4 | 16.0 |
| 3  | Pete Maravich    | 32   | 17 |    | 30.7 | 7.1  | 17.3 | .412 | 0.4 | 0.6 | .636  | 2.4 | 2.9 | .820  | 0.4 | 1.9 | 2.4 | 3.2 | 0.9 | 0.2 | 2.6 | 1.8 | 17.1 |
| 4  | Ron Boone        | 33   | 75 |    | 30.5 | 5.2  | 11.7 | .447 | 0.3 | 0.7 | .380  | 2.3 | 2.5 | .894  | 0.7 | 2.2 | 2.9 | 4.0 | 1.2 | 0.0 | 2.5 | 2.9 | 12.9 |
| 5  | Ben Poquette     | 24   | 82 |    | 28.6 | 3.6  | 6.9  | .523 | 0.0 | 0.0 | .000  | 1.7 | 2.0 | .832  | 1.5 | 5.3 | 6.8 | 1.6 | 0.5 | 2.0 | 1.3 | 3.5 | 8.9  |
| 6  | Allan Bristow    | 28   | 82 |    | 28.1 | 4.6  | 9.6  | .480 | 0.0 | 0.1 | .286  | 2.4 | 3.0 | .811  | 2.1 | 4.2 | 6.2 | 4.2 | 1.1 | 0.1 | 2.2 | 2.6 | 11.6 |
| 7  | Tom Boswell      | 26   | 61 |    | 25.5 | 4.5  | 7.8  | .573 | 0.1 | 0.1 | .500  | 2.4 | 3.3 | .729  | 1.7 | 3.6 | 5.4 | 1.9 | 0.4 | 0.5 | 2.3 | 3.5 | 11.5 |
| 8  | Duck Williams    | 23   | 77 |    | 23.3 | 3.0  | 6.7  | .447 | 0.0 | 0.2 | .000  | 0.5 | 0.8 | .700  | 0.3 | 1.1 | 1.4 | 2.4 | 1.3 | 0.1 | 1.4 | 2.2 | 6.6  |
| 9  | Bernard King     | 23   | 19 |    | 22.1 | 3.7  | 7.2  | .518 | 0.0 | 0.0 |       | 1.8 | 3.3 | .540  | 1.3 | 3.4 | 4.6 | 2.7 | 0.4 | 0.2 | 2.6 | 3.5 | 9.3  |
| 10 | James Hardy      | 23   | 76 |    | 21.1 | 2.4  | 4.8  | .507 | 0.0 | 0.0 | .500  | 0.7 | 0.9 | .773  | 1.6 | 3.6 | 5.3 | 1.4 | 0.6 | 1.1 | 1.4 | 2.7 | 5.5  |
| 11 | Brad Davis       | 24   | 13 |    | 17.3 | 2.5  | 4.3  | .589 | 0.0 | 0.1 | .000  | 0.8 | 0.9 | .833  | 0.3 | 0.8 | 1.2 | 3.5 | 0.8 | 0.1 | 0.8 | 1.6 | 5.8  |
| 12 | John Gianelli    | 29   | 17 |    | 16.8 | 1.4  | 3.9  | .348 | 0.0 | 0.0 |       | 0.5 | 0.9 | .563  | 0.8 | 2.8 | 3.6 | 1.0 | 0.4 | 0.4 | 1.3 | 1.5 | 3.2  |
| 13 | Mack Calvin      | 32   | 48 |    | 16.1 | 2.1  | 4.7  | .441 | 0.0 | 0.2 | .091  | 2.2 | 2.4 | .897  | 0.3 | 1.5 | 1.8 | 2.8 | 0.6 | 0.0 | 1.2 | 1.5 | 6.4  |
| 14 | Paul Dawkins     | 22   | 57 |    | 13.6 | 2.5  | 5.3  | .470 | 0.0 | 0.1 | .200  | 0.6 | 0.8 | .688  | 0.7 | 1.5 | 2.2 | 1.4 | 0.6 | 0.2 | 1.3 | 2.0 | 5.5  |
| 15 | Robert Smith     | 24   | 6  |    | 12.2 | 0.8  | 2.5  | .333 | 0.0 | 0.0 |       | 0.8 | 0.8 | 1.000 | 0.5 | 0.0 | 0.5 | 1.2 | 0.7 | 0.0 | 0.2 | 0.5 | 2.5  |
| 16 | Jerome Whitehead | 23   | 32 |    | 10.3 | 1.0  | 2.2  | .449 | 0.0 | 0.0 |       | 0.2 | 0.5 | .294  | 0.8 | 2.2 | 3.0 | 0.6 | 0.2 | 0.3 | 0.9 | 2.0 | 2.1  |
| 17 | Greg Deane       | 22   | 7  |    | 6.9  | 0.3  | 1.6  | .182 | 0.1 | 0.1 | 1.000 | 0.7 | 1.0 | .714  | 0.3 | 0.6 | 0.9 | 0.9 | 0.0 | 0.0 | 0.4 | 0.4 | 1.4  |
| 18 | John Brown       | 28   | 4  |    | 6.0  | 0.0  | 1.8  | .000 | 0.0 | 0.0 |       | 1.0 | 1.0 | 1.000 | 1.3 | 1.0 | 2.3 | 1.0 | 0.0 | 0.0 | 1.3 | 1.0 | 1.0  |
| 19 | Andre Wakefield  | 25   | 8  |    | 5.9  | 0.8  | 1.9  | .400 | 0.0 | 0.0 |       | 0.4 | 0.4 | 1.000 | 0.0 | 0.5 | 0.5 | 0.4 | 0.1 | 0.0 | 1.0 | 1.6 | 1.9  |
| 20 | Carl Kilpatrick  | 23   | 2  |    | 3.0  | 0.5  | 1.0  | .500 | 0.0 | 0.0 |       | 0.5 | 1.0 | .500  | 0.5 | 1.5 | 2.0 | 0.0 | 0.0 | 0.0 | 0.0 | 0.5 | 1.5  |

## Galardones y récords
| Jugador        | Galardón |
| Adrian Dantley | All-Star |